# Wendell (1947–2022)
Wendell, właśc. Wendell Lucena Ramalho (ur. 21 listopada 1947 w Recife, zm. 23 maja 2022 w Rio de Janeiro) – brazylijski piłkarz, występujący podczas kariery na pozycji bramkarza.

## Kariera klubowa
Wendell swoją piłkarską karierę rozpoczął w klubie Santa Cruz Recife w 1969. Z Santa Cruz dwukrotnie zdobył mistrzostwo stanu Pernambuco – Campeonato Pernambucano w 1969 i 1970. W latach 1971–1974 występował we Botafogo FR. W barwach Fogao zadebiutował 24 listopada 1971 w zremisowanym 3-3 meczu ze SE Palmeiras zadebiutował w lidze brazylijskiej. W latach 1977–1979 występował w innym klubie z Rio - Fluminense FC. W barwach Flu rozegrał 114 spotkań.
W latach 1980–1982 ponownie występował w Santa Cruz, a w latach 1982–1983 w Guarani FC. Ostatnim klubem w karierze była Vila Nova Goiânia, w której zakończył karierę w 1985. W barwach Vila Nova 17 kwietnia 1985 w zremisowanym 0-0 meczu z Brasil Pelotas Wendell po raz ostatni wystąpił w lidze. Ogółem w latach 1971–1985 rozegrał w lidze 144 spotkania. Z Vilą Novą zdobył mistrzostwo stanu Goiás – Campeonato Goiano w 1984.

## Kariera reprezentacyjna
Wendell w reprezentacji Brazylii zadebiutował 6 czerwca 1973 w wygranym 4-1 towarzyskim meczu z reprezentacją Tunezji. ostatni raz wystąpił 5 maja 1974 w wygranym 2-0 towarzyskim meczu z Paragwajem.
| Mecze i gole w reprezentacji | Mecze i gole w reprezentacji | Mecze i gole w reprezentacji | Mecze i gole w reprezentacji | Mecze i gole w reprezentacji | Mecze i gole w reprezentacji | Mecze i gole w reprezentacji |
| #                            | Data                         | Miasto                       | Przeciwnik                   | Gol                          | Wynik                        | Rozgrywki                    |
| ---------------------------- | ---------------------------- | ---------------------------- | ---------------------------- | ---------------------------- | ---------------------------- | ---------------------------- |
| 1.                           | 06.06.1973                   | Tunis                        | Tunezja                      |                              | 4:1                          | towarzyski                   |
| 2.                           | 21.06.1973                   | Moskwa                       | ZSRR                         |                              | 1:0                          | towarzyski                   |
| 3.                           | 25.06.1973                   | Sztokholm                    | Szwecja                      |                              | 0:1                          | towarzyski                   |
| 4.                           | 07.04.1974                   | Rio de Janeiro               | Czechosłowacja               |                              | 1:0                          | towarzyski                   |
| 5.                           | 12.05.1974                   | Rio de Janeiro               | Paragwaj                     |                              | 2:0                          | towarzyski                   |
| N1.                          | 26.05.1974                   | Ludwigshafen am Rhein        | Niemcy Płd-Zach              |                              | 3:2                          | towarzyski                   |
| N2.                          | 30.05.1974                   | Strasbourg                   | Racing Strasbourg            |                              | 1:1                          | towarzyski                   |